# 掩护机构
掩护机构（英語：front organization），又称外围组织、傀儡组织、表面团体，是指由另一个组织设立并控制的实体。设立掩护机构的组织包括情报机构、有组织犯罪集团、受法律禁止的组织、宗教或政治组织、倡导团体以及商业公司等。掩护机构可代替其上级组织实施行动，而不使这些行动与其上级组织联系起来。
以独立自愿结社或慈善机构名义出现的掩护机构称作掩护团体。在商业界，诸如掩护公司（英語：front company）或空壳公司之类的机构用于隐藏母公司的身份，使其得以逃避法律责任。在国际关系中，「傀儡政权」（英語：puppet state）指为另一政权充当掩护（或代理）的政权。

## 各地状况
在土耳其，许多非法政党成立了掩护机构来参与政治活动，如土耳其革命共产党建立了掩护机构劳动党，马列主义共产党建立了掩护机构被压迫者社会党。
在台湾，依《政党及其附随组织不当取得财产处理条例》认定，中华民国妇女联合会、中国青年救国团等实体组织是中国国民党的“附随组织”。

### 中国共产党在国统区的外围组织
1983年5月26日，《中共中央组织部关于确定党的秘密外围组织、进步团体及三联书店成员参加革命工作时间的通知》“组通字[1983]34号”、1984年7月24日《中共中央组织部关于我党在白区直接领导的部分组织、 团体成员参加革命工作时间问题的通知》“组通字(1984)22号”两个文件确认，下述外围组织、进步团体受党直接领导，有较严密的组织系统和较严格的纪律，吸收成员是个别履行手续，参加后必须接受组织交给的任务，服从组织安排，这些组织斗争时间较长，在一省或数省有较大影响，起到了党的助手和联系群众纽带的作用。凡参加上述党的秘密外围组织的正式成员，一直坚持革命工作的，其参加革命工作时间可从参加这些秘密外围组织之日算起。间断革命工作的，按1982年9月中央组织部、劳动人事部《印发<关于确定建国前干部参加革命工作时间的规定>的通知》（中组发〔1982〕11号）文件的有关条款确定。
- 中国左翼文化团体/中国左翼文化界总同盟（“文总”），包括左联、社联、记联、音联、剧联、美联、教联、语联八个团体
- 中国互济会
- 反帝大同盟
- 中华民族解放先锋队（民先）
- 民主青年协会（民协）
- 中国民主青年同盟（民青）
- 新民主主义青年社（新青社）
- 民主青年联盟（民联）
- 抗战初期的救亡演剧队、抗敌演剧队、抗敌宣传队、新中国剧社、上海劳动妇女战地服务团
- 生活书店、读书出版社、新知书店及其联合后的三联书店，在建国前实际上起到了中共在国统区的出版发行机关的作用。凡是三家书店的正式工作人员，拥护党的主张，服从组织安排（需经当时分店以上负责人证明），一直坚持革命工作的，一九三七年八月以前进店的，其参加革命工作时间从一九三七年八月三家书店受党直接领导时算起；一九三七年八月以后进店的，从进店之日算起。
- “中国民族武装自卫委员会”（简称“武卫会”）
- 一九三五年《八一宣言》以后在上海、南京、西安等大城市建立的妇女界、职业界、文化界“救国会”
- 上海“国难教育社”
- 重庆“救国会”
- 上海、广州、南京、武汉“学生救国联合会”（即秘密学联）
- 抗战前夕及初期在上海、北平建立的“东北救亡总会”
- 抗日战争时期的武汉、长沙等地“青年救国团”
- 抗日战争时期的“第八集团军战地服务处”
- 抗日战争时期的“汉口基督教女青年会战时服务团”
- 抗日战争时期的“保卫中国同盟”（解放战争时期名为“中国福利基金会”）
- 抗日战争时期的桂林“文化供应站”
- 抗日战争时期的湖南“观察日报”
- 抗日战争至解放战争期间的“国际新闻社”
- 抗日战争至解放战争期间的上海“时代出版社”
- 抗日战争至解放战争期间的香港“华商报”
- 解放战争时期的上海“联合日报”、“联合晚报”
- 湖北、云南、贵州“新民主主义青年联盟”（简称“新联”）
- 湖北、广西“新民主主义青年团”（简称“新青团”）
- 云南“民主工人同盟”（简称“工盟”）
- 广西“爱国民主青年会”
- 遵义“曙光社”
- 北京“职业青年联盟”
- 香港“新民主主义青年同志会”